# Сухотечка
Сухотечка — река в России, течёт по территории Палкинского района Псковской области. Устье реки находится на высоте 50,1 м над уровнем моря в 5 км по правому берегу реки Варавины. Длина реки — 13 км.

## Данные водного реестра
По данным государственного водного реестра России относится к Балтийскому бассейновому округу, водохозяйственный участок реки — Великая. Относится к речному бассейну реки Нарва (российская часть бассейна).
Код объекта в государственном водном реестре — 01030000212102000029041.